# 伊尔森堡
哈茨山区伊尔森堡（德語：Ilsenburg (Harz)），简称伊尔森堡（德語：Ilsenburg，發音：[ˈɪlzn̩ˌbʊʁk] ⓘ），是德国萨克森-安哈尔特州哈茨县的城市，面积62.97平方千米，2023年12月31日人口为9,435人。